# 100019 Ґреґоріанік
100019 Ґреґоріанік (100019 Gregorianik) — астероїд головного поясу, відкритий 23 жовтня 1989 року.
Тіссеранів параметр щодо Юпітера — 3,408.